# LR Ahlen 2001-2002
Questa voce raccoglie le informazioni riguardanti il LR Ahlen nelle competizioni ufficiali della stagione 2001-2002.

## Stagione
Nella stagione 2001-2002 il LR Ahlen, allenato da Peter Neururer e Uwe Rapolder, concluse il campionato di 2. Bundesliga all'8º posto. In Coppa di Germania il LR Ahlen fu eliminato al primo turno dallo Rot-Weiß Erfurt.

## Rosa
| N. |                                | Ruolo | Calciatore         |
| -- | ------------------------------ | ----- | ------------------ |
| 1  | Germania (bandiera)            | P     | Dirk Langerbein    |
| 2  | Germania (bandiera)            | D     | Andreas Zimmermann |
| 3  | Germania (bandiera)            | C     | Moussa Kabore      |
| 4  | Germania (bandiera)            | D     | Stefan Fengler     |
| 5  | Germania (bandiera)            | D     | Matthias Hamann    |
| 6  | Serbia e Montenegro (bandiera) | D     | Petar Vasiljević   |
| 7  | Germania (bandiera)            | C     | Harald Spörl       |
| 8  | Germania (bandiera)            | C     | Reinhold Daschner  |
| 9  | Camerun (bandiera)             | A     | Cyrille Bella      |
| 10 | Germania (bandiera)            | C     | Marc Arnold        |
| 11 | Germania (bandiera)            | A     | Marcus Feinbier    |
| 12 | Paesi Bassi (bandiera)         | A     | Maikel Renfurm     |
| 13 | Turchia (bandiera)             | C     | Turgay Danismaz    |
| 15 | Germania (bandiera)            | D     | Stefan Dolzer      |
| 16 | Germania (bandiera)            | C     | Stefan Simon       |

| N. |                                | Ruolo | Calciatore         |
| -- | ------------------------------ | ----- | ------------------ |
| 17 | Germania (bandiera)            | A     | Angelo Donato      |
| 18 | Germania (bandiera)            | C     | Michael Rösele     |
| 19 | Rep. del Congo (bandiera)      | C     | Musemestre Bamba   |
| 20 | Germania (bandiera)            | C     | Patrick Dama       |
| 21 | Germania (bandiera)            | P     | Marco Sejna        |
| 22 | Svizzera (bandiera)            | P     | Andreas Kronenberg |
| 23 | Serbia e Montenegro (bandiera) | C     | Slaven Stanic      |
| 24 | Germania (bandiera)            | C     | Marcus Wedau       |
| 25 | Germania (bandiera)            | C     | Tim Gorschlüter    |
| 26 | Turchia (bandiera)             | A     | Ferhat Cerci       |
| 27 | Croazia (bandiera)             | C     | Željko Sopić       |
| 28 | Albania (bandiera)             | D     | Rudi Vata          |
| 29 | Croazia (bandiera)             | A     | Antun Labak        |
| 31 | Germania (bandiera)            | D     | Dirk Schuster      |

## Organigramma societario
Area tecnica
- Allenatore: Uwe Rapolder
- Allenatore in seconda: Uwe Fuchs
- Preparatore dei portieri:
- Preparatori atletici:

## Calciomercato

### Sessione estiva
| Acquisti | Acquisti           | Acquisti          | Acquisti |
| R.       | Nome               | da                | Modalità |
| -------- | ------------------ | ----------------- | -------- |
| A        | Henryk Bałuszyński | Bochum            |          |
| A        | Ferhat Cerci       | Hammer SpVg       |          |
| C        | Patrick Dama       | Kickers Offenbach |          |
| D        | Stefan Dolzer      | Kickers Offenbach |          |
| C        | Karsten Hutwelker  | Saarbrücken       |          |
| P        | Andreas Kronenberg | Pfullendorf       |          |
| A        | Maikel Renfurm     | St. Mirren        |          |
| C        | Marcus Wedau       | Duisburg          |          |

| Cessioni | Cessioni            | Cessioni           | Cessioni |
| R.       | Nome                | da                 | Modalità |
| -------- | ------------------- | ------------------ | -------- |
| D        | Carsten Baumann     | Wattenscheid 09    |          |
| A        | Sebastian Brzezon   | Rot Weiss Ahlen II |          |
| C        | Giuseppe Canale     | Paderborn          |          |
| D        | Petr Čmilanský      | IC Favoriten       |          |
| A        | Soner Dayangan      | Kickers Emden      |          |
| P        | Carsten Eisenmenger | Austria Lustenau   |          |
| A        | Holger Gaißmayer    | Adler Osterfeld    |          |
| D        | Alexander Gröger    | Rot Weiss Ahlen II |          |
| A        | Mario Krohm         | Uerdingen 05       |          |
| A        | Skito Litimba       | Paderborn          |          |
| C        | Ingo Schlösser      | Verl               |          |

### Sessione invernale
| Acquisti | Acquisti    | Acquisti        | Acquisti |
| R.       | Nome        | da              | Modalità |
| -------- | ----------- | --------------- | -------- |
| A        | Antun Labak | Energie Cottbus |          |
| D        | Rudi Vata   | Energie Cottbus |          |

| Cessioni | Cessioni           | Cessioni    | Cessioni |
| R.       | Nome               | da          | Modalità |
| -------- | ------------------ | ----------- | -------- |
| A        | Henryk Bałuszyński | Babelsberg  |          |
| C        | Karsten Hutwelker  | Saarbrücken |          |

## Risultati

### 2. Bundesliga

#### Girone di andata
| Arbitro: | Meyer |

|              |           |                                                          |
| Policella 3’ | Marcatori | 7’ Schuster 11’ Feinbier 68’ Marc Arnold 82’ Bałuszyński |

| Arbitro: | Voss |

|            |           |  |
| Dolzer 34’ | Marcatori |  |

| Arbitro: | Kammerer |

|                                               |           |  |
| Fiél 30’ Ristić 61’, 66’ Isa 73’ Ernemann 85’ | Marcatori |  |

| Arbitro: | Fröhlich |

|             |           |  |
| Feinbier 8’ | Marcatori |  |

| Arbitro: | Schmidt |

|                       |           |                                 |
| Seifert 2’ Spizak 36’ | Marcatori | 8’ Bella 16’ Dolzer 20’ Fengler |

| Arbitro: | Anklam |

|                        |           |                                                      |
| Hamann 5’ Schuster 42’ | Marcatori | 12’ Colding 71’, 86’ Buckley 75’ Schröder 89’ Bemben |

| Arbitro: | Kemmling |

|                                                                |           |                |
| Weiland 41’ N'Kufo 44’ (rig.) Thurk 45’ Friedrich 65’ Hock 76’ | Marcatori | 31’ Zimmermann |

| Arbitro: | Koop |

|                          |           |                                                 |
| Fengler 17’ Feinbier 67’ | Marcatori | 18’ Stendel 44’, 59’, 89’ Šimák 85’ Krupniković |

| Arbitro: | Frank |

|                        |           |                                    |
| Weber 20’ Beliakov 79’ | Marcatori | 45’ Hamann 61’ Bella 84’ Hutwelker |

| Arbitro: | Pickel |

|                                                                  |           |                |
| Schuster 22’ Feinbier 47’ Marc Arnold 51’ Bałuszyński 69’ (rig.) | Marcatori | 86’ Engelhardt |

| Arbitro: | Brych |

|                 |           |           |
| Bałuszyński 26’ | Marcatori | 16’ Gatti |

| Arbitro: | Albrecht |

|                             |           |                             |
| Becker 37’, 48’ Frommer 66’ | Marcatori | 15’ Zimmermann 72’ Feinbier |

| Ahlen 18 novembre 2001, ore 15:00 CET 13ª giornata | LR Ahlen   | 0 – 0 referto | Waldhof Mannheim | Wersestadion (5 811 spett.)\| Arbitro: \| Minskowski \| |
| Arbitro:                                           | Minskowski |               |                  |                                                         |

| Arbitro: | Berg |

|                              |           |                             |
| Melunovic 31’, 48’, 73’, 83’ | Marcatori | 14’ Feinbier 76’ Zimmermann |

| Arbitro: | Wagner |

|                                      |           |            |
| Bella 37’ Hutwelker 77’ Feinbier 83’ | Marcatori | 19’ Koltai |

| Arbitro: | Anklam |

|                  |           |                              |
| Skela 49’ (rig.) | Marcatori | 34’ Marc Arnold 57’ Feinbier |

| Arbitro: | Fleischer |

|           |           |                 |
| Bella 75’ | Marcatori | 82’ van der Ven |

#### Girone di ritorno
| Arbitro: | Perl |

|                        |           |                              |
| Sopić 35’ Feinbier 57’ | Marcatori | 49’ (rig.), 77’ (rig.) Zeyer |

| Arbitro: | Rafati |

|                                       |           |                   |
| Amanatidīs 7’ Reichel 45’ Azzouzi 61’ | Marcatori | 35’, 90’ Feinbier |

| Arbitro: | Strampe |

|                     |           |                      |
| Bella 55’ Labak 79’ | Marcatori | 30’ Ristić 60’ Divić |

| Arbitro: | Margenberg |

|            |           |                             |
| Bayock 69’ | Marcatori | 14’ Feinbier 66’ Zimmermann |

| Arbitro: | Weiner |

|                        |           |  |
| Bella 69’ Feinbier 90’ | Marcatori |  |

| Arbitro: | Wezel |

|                                       |           |           |
| Wosz 17’ Christiansen 69’ (rig.), 73’ | Marcatori | 89’ Labak |

| Arbitro: | Fandel |

|              |           |                                              |
| Feinbier 79’ | Marcatori | 29’ Weiland 52’ N'Kufo 86’ Voronin 90’ Thurk |

| Arbitro: | Berg |

|                       |           |            |
| Stendel 52’, 53’, 63’ | Marcatori | 23’ Hamann |

| Arbitro: | Schößling |

|                         |           |              |
| Hamann 14’ Feinbier 88’ | Marcatori | 89’ Beliakov |

| Arbitro: | Jansen |

|                      |           |                        |
| Fritz 46’ Melkam 90’ | Marcatori | 17’ Sopić 35’ Feinbier |

| Arbitro: | Perl |

|           |           |                  |
| Kampf 18’ | Marcatori | 8’, 45’ Feinbier |

| Arbitro: | Anklam |

|                        |           |                            |
| Marc Arnold 68’ (rig.) | Marcatori | 19’ Hofacker 21’ Schmiedel |

| Arbitro: | Brych |

|                      |           |  |
| Licht 48’ Klausz 73’ | Marcatori |  |

| Arbitro: | Rafati |

|                           |           |             |
| Bella 26’, 85’ Donato 38’ | Marcatori | 89’ Heberle |

| Arbitro: | Lange |

|                         |           |                                               |
| Hallé 18’ Hutwelker 87’ | Marcatori | 6’ Dolzer 22’ Marc Arnold 54’ Bella 61’ Bamba |

| Arbitro: | Kammerer |

|  |           |          |
|  | Marcatori | 83’ Yang |

| Arbitro: | Strampe |

|                                |           |              |
| Borges 12’ Wichniarek 39’, 51’ | Marcatori | 45’ Feinbier |

### Coppa di Germania
| Arbitro: | Gräfe |

|                                                                                           |                      | |
| Bach 54’ (rig.) Pätz 86’                                                                  | Marcatori            | 13’ Feinbier 17’ Fengler                                                                                  |
| Oswald Hartung Ziegner Bach Seifert Gansauge Pätz Bančić Szewczuk Twardzik Oswald Hartung | Tiri di rigore 9 – 8 | Dama Daschner Vasiljević Schuster Rösele Feinbier Hamann Bałuszyński Simon Langerbein Zimmermann Daschner |

## Statistiche

### Statistiche di squadra
| Competizione      | Punti | In casa | In casa | In casa | In casa | In casa | In casa | In trasferta | In trasferta | In trasferta | In trasferta | In trasferta | In trasferta | Totale | Totale | Totale | Totale | Totale | Totale | DR  |
| Competizione      | Punti | G       | V       | N       | P       | Gf      | Gs      | G            | V            | N            | P            | Gf           | Gs           | G      | V      | N      | P      | Gf     | Gs     | DR  |
| ----------------- | ----- | ------- | ------- | ------- | ------- | ------- | ------- | ------------ | ------------ | ------------ | ------------ | ------------ | ------------ | ------ | ------ | ------ | ------ | ------ | ------ | --- |
| 2. Bundesliga     | 48    | 17      | 7       | 5       | 5       | 28      | 27      | 17           | 7            | 1            | 9            | 32           | 43           | 34     | 14     | 6      | 14     | 60     | 70     | -10 |
| Coppa di Germania | -     | 0       | 0       | 0       | 0       | 0       | 0       | 1            | 0            | 1            | 0            | 2            | 2            | 1      | 0      | 1      | 0      | 2      | 2      | 0   |
| Totale            | 48    | 17      | 7       | 5       | 5       | 28      | 27      | 18           | 7            | 2            | 9            | 34           | 45           | 35     | 14     | 7      | 14     | 62     | 72     | -10 |

### Andamento in campionato
| Giornata  | 1 | 2 | 3 | 4 | 5 | 6 | 7 | 8 | 9 | 10 | 11 | 12 | 13 | 14 | 15 | 16 | 17 | 18 | 19 | 20 | 21 | 22 | 23 | 24 | 25 | 26 | 27 | 28 | 29 | 30 | 31 | 32 | 33 | 34 |
| --------- | - | - | - | - | - | - | - | - | - | -- | -- | -- | -- | -- | -- | -- | -- | -- | -- | -- | -- | -- | -- | -- | -- | -- | -- | -- | -- | -- | -- | -- | -- | -- |
| Luogo     | T | C | T | C | T | C | T | C | T | C  | C  | T  | C  | T  | C  | T  | C  | C  | T  | C  | T  | C  | T  | C  | T  | C  | T  | T  | C  | T  | C  | T  | C  | T  |
| Risultato | V | V | P | V | V | P | P | P | V | V  | N  | P  | N  | P  | V  | V  | N  | N  | P  | N  | V  | V  | P  | P  | P  | V  | N  | V  | P  | P  | V  | V  | P  | P  |
| Posizione | 1 | 1 | 8 | 4 | 2 | 5 | 8 | 9 | 9 | 6  | 6  | 8  | 7  | 10 | 7  | 6  | 6  | 7  | 8  | 8  | 8  | 7  | 8  | 8  | 9  | 9  | 8  | 8  | 8  | 9  | 8  | 8  | 8  | 8  |

Legenda:

Luogo: C = Casa; T = Trasferta. Risultato: V = Vittoria; N = Pareggio; P = Sconfitta.

### Statistiche dei giocatori
| Giocatore      | 2. Bundesliga | 2. Bundesliga | 2. Bundesliga | 2. Bundesliga | Coppa di Germania | Coppa di Germania | Coppa di Germania | Coppa di Germania | Totale   | Totale | Totale      | Totale     |
| Giocatore      | Presenze      | Reti          | Ammonizioni   | Espulsioni    | Presenze          | Reti              | Ammonizioni       | Espulsioni        | Presenze | Reti   | Ammonizioni | Espulsioni |
| -------------- | ------------- | ------------- | ------------- | ------------- | ----------------- | ----------------- | ----------------- | ----------------- | -------- | ------ | ----------- | ---------- |
| M. Arnold      | 30            | 5             | 9             | 0             | 1                 | 0                 | 0                 | 0                 | 31       | 5      | 9           | 0          |
| M. Bamba       | 30            | 1             | 6             | 1             | 1                 | 0                 | 0                 | 0                 | 31       | 1      | 6           | 1          |
| H. Bałuszyński | 12            | 3             | 2             | 0             | 1                 | 0                 | 0                 | 0                 | 13       | 3      | 2           | 0          |
| C. Bella       | 31            | 9             | 4             | 0             | 0                 | 0                 | 0                 | 0                 | 31       | 9      | 4           | 0          |
| F. Cerci       | 1             | 0             | 0             | 0             | 0                 | 0                 | 0                 | 0                 | 1        | 0      | 0           | 0          |
| P. Dama        | 17            | 0             | 6             | 0             | 1                 | 0                 | 0                 | 0                 | 18       | 0      | 6           | 0          |
| T. Danismaz    | 2             | 0             | 0             | 0             | 0                 | 0                 | 0                 | 0                 | 2        | 0      | 0           | 0          |
| R. Daschner    | 31            | 0             | 7             | 0             | 1                 | 0                 | 0                 | 0                 | 32       | 0      | 7           | 0          |
| S. Dolzer      | 21            | 3             | 4             | 0             | 0                 | 0                 | 0                 | 0                 | 21       | 3      | 4           | 0          |
| A. Donato      | 10            | 1             | 1             | 0             | 0                 | 0                 | 0                 | 0                 | 10       | 1      | 1           | 0          |
| M. Feinbier    | 28            | 19            | 5             | 0             | 1                 | 1                 | 0                 | 0                 | 29       | 20     | 5           | 0          |
| S. Fengler     | 29            | 2             | 5             | 0             | 1                 | 1                 | 0                 | 0                 | 30       | 3      | 5           | 0          |
| T. Gorschlüter | 10            | 0             | 0             | 0             | 0                 | 0                 | 0                 | 0                 | 10       | 0      | 0           | 0          |
| M. Hamann      | 21            | 4             | 4             | 0             | 1                 | 0                 | 0                 | 0                 | 22       | 4      | 4           | 0          |
| K. Hutwelker   | 12            | 2             | 2             | 0             | 0                 | 0                 | 0                 | 0                 | 12       | 2      | 2           | 0          |
| M. Kabore      | 0             | 0             | 0             | 0             | 0                 | 0                 | 0                 | 0                 | 0        | 0      | 0           | 0          |
| A. Kronenberg  | 0             | 0             | 0             | 0             | 0                 | 0                 | 0                 | 0                 | 0        | 0      | 0           | 0          |
| A. Labak       | 9             | 2             | 2             | 0             | 0                 | 0                 | 0                 | 0                 | 9        | 2      | 2           | 0          |
| D. Langerbein  | 25            | 0             | 2             | 0             | 1                 | 0                 | 1                 | 0                 | 26       | 0      | 3           | 0          |
| M. Renfurm     | 8             | 0             | 1             | 0             | 0                 | 0                 | 0                 | 0                 | 8        | 0      | 1           | 0          |
| M. Rösele      | 9             | 0             | 1             | 0             | 1                 | 0                 | 0                 | 0                 | 10       | 0      | 1           | 0          |
| D. Schuster    | 24            | 3             | 9             | 1             | 1                 | 0                 | 0                 | 0                 | 25       | 3      | 9           | 1          |
| J. Schwanke    | 3             | 0             | 2             | 0             | 0                 | 0                 | 0                 | 0                 | 3        | 0      | 2           | 0          |
| M. Sejna       | 9             | 0             | 1             | 0             | 0                 | 0                 | 0                 | 0                 | 9        | 0      | 1           | 0          |
| S. Simon       | 9             | 0             | 0             | 0             | 1                 | 0                 | 0                 | 0                 | 10       | 0      | 0           | 0          |
| Ž. Sopić       | 20            | 2             | 2             | 0             | 0                 | 0                 | 0                 | 0                 | 20       | 2      | 2           | 0          |
| H. Spörl       | 2             | 0             | 0             | 0             | 0                 | 0                 | 0                 | 0                 | 2        | 0      | 0           | 0          |
| S. Stanic      | 6             | 0             | 1             | 0             | 0                 | 0                 | 0                 | 0                 | 6        | 0      | 1           | 0          |
| P. Vasiljević  | 13            | 0             | 1             | 0             | 1                 | 0                 | 1                 | 0                 | 14       | 0      | 2           | 0          |
| R. Vata        | 8             | 0             | 1             | 0             | 0                 | 0                 | 0                 | 0                 | 8        | 0      | 1           | 0          |
| M. Wedau       | 8             | 0             | 1             | 0             | 0                 | 0                 | 0                 | 0                 | 8        | 0      | 1           | 0          |
| A. Zimmermann  | 30            | 4             | 7             | 1             | 1                 | 0                 | 0                 | 0                 | 31       | 4      | 7           | 1          |